# Капурсо
Капу̀рсо (на италиански: Capurso, на местен диалект Capùrse, Капурсе) е град и община в Южна Италия, провинция Бари, регион Пулия. Разположен е на 74 m надморска височина. Населението на общината е 15 415 души (към 2011 г.).